# Karel Frederik van Sleeswijk-Holstein-Gottorp
Karel Frederik van Sleeswijk-Holstein-Gottorp (Stockholm, 19 april 1700 — Rolfshagen, 18 juni 1739) was van 1702 tot aan zijn dood hertog van Sleeswijk-Holstein-Gottorp. Hij behoorde tot het Huis Sleeswijk-Holstein-Gottorp.

## Levensloop
Karel Frederik was de zoon van hertog Frederik IV van Sleeswijk-Holstein-Gottorp en diens echtgenote Hedwig Sophia, dochter van koning Karel XI van Zweden.
In 1702 volgde hij op tweejarige leeftijd zijn vader op als hertog van Sleeswijk-Holstein-Gottorp. Wegens zijn minderjarigheid werd hij onder het regentschap geplaatst van zijn moeder en zijn oom Christiaan Albrecht, de latere bisschop van Lübeck. De daadwerkelijke macht werd echter uitgeoefend door Magnus von Wedderkop en Georg Heinrich von Görtz, twee leden van de Geheimraad.
In het jaar van zijn geboorte werd de Vrede van Traventhal gesloten met Denemarken, waardoor Gottorp vanaf dan op het hoogtepunt van zijn macht bevond. Bij het beheer van Sleeswijk en Holstein werden de Deense koning en de hertog van Sleeswijk-Holstein-Gottorp op gelijke hoogte gesteld, waardoor Gottorp voortaan een neutraliteitspolitiek moest voeren tegenover de vijanden van Denemarken. In 1713 ving Görtz als leidende minister Zweedse troepen op in de vesting van Tönning, om hen te beschermen tegen het Deense leger. Als reactie bezetten Deense troepen het Gottorpse deel van Sleeswijk en belegerden ze succesvol de vesting van Tönning. Toen in 1720 de Grote Noordse Oorlog tussen Denemarken en Zweden beëindigd werd, behield Denemarken de gebieden van de hertogen van Gottorp in Sleeswijk. Vanaf dan voerde Karel Frederik als titel hertog van Holstein-Gottorp en ging hij resideren in het Slot van Kiel.
De voormalige Geheimraadvoorzitter van Holstein-Gottorp, Henning Friedrich von Bassewitz, zette Karel Frederik ertoe aan om met een Russische tsarendochter te huwen, zodat hij met de hulp van Rusland Sleeswijk kon heroveren op Denemarken en de Russische steun kon verwerven om de Zweedse troon te bemachtigen. Via zijn moeder Hedwig Sophia kon hij namelijk aanspraak maken op de Zweedse troon. In november 1724 vond uiteindelijk de verloving plaats tussen Karel Frederik en Anna Petrovna (1708-1728), dochter van tsaar Peter I van Rusland. Op 1 juni 1725 vond hun huwelijk plaats in Sint-Petersburg. Ze kregen een zoon Karel Peter Ulrich (1728-1762), die zijn vader later opvolgde als hertog van Holstein-Gottorp en onder de naam Peter III tsaar van Rusland werd. In 1735 stichtte hij ter ere van zijn echtgenote de Orde van Sint-Anna, de enige ridderorde in Sleeswijk-Holstein. 
Karel Frederik kreeg eveneens twee buitenechtelijke dochters. Een van deze dochters, Frederica Carolina (1731-1804), werd zowel door Karel Frederik als zijn zoon Peter III erkend. Onder de naam "von Carols" werd zij opgenomen in de adelstand. In 1757 huwde ze met de Duits-Baltische officier David Reinhold von Sievers.
In juni 1739 stierf hij op 39-jarige leeftijd. Karel Frederik werd bijgezet in de kloosterkerk van Bordesholm.

### Voorvaderen
| Karel Frederik van Sleeswijk-Holstein-Gottorp             | Karel Frederik van Sleeswijk-Holstein-Gottorp                                                                    | Karel Frederik van Sleeswijk-Holstein-Gottorp                                                                    | Karel Frederik van Sleeswijk-Holstein-Gottorp                                                                    | Karel Frederik van Sleeswijk-Holstein-Gottorp                                                                    | Karel Frederik van Sleeswijk-Holstein-Gottorp                                                       | Karel Frederik van Sleeswijk-Holstein-Gottorp                                                       | Karel Frederik van Sleeswijk-Holstein-Gottorp                                                      | Karel Frederik van Sleeswijk-Holstein-Gottorp                                                      |
| --------------------------------------------------------- | --- | --- | --- | --- | --------------------------------------------------------------------------------------------------- | --------------------------------------------------------------------------------------------------- | -------------------------------------------------------------------------------------------------- | -------------------------------------------------------------------------------------------------- |
| Overgrootouders                                           | Frederik III van Sleeswijk-Holstein-Gottorp (1597-1659) ∞ Maria Elisabeth van Saksen (1610-1684)                 | Frederik III van Sleeswijk-Holstein-Gottorp (1597-1659) ∞ Maria Elisabeth van Saksen (1610-1684)                 | Frederik III van Denemarken (1609-1670) ∞ Sophia Amalia van Brunswijk-Lüneburg (1628-1685)                       | Frederik III van Denemarken (1609-1670) ∞ Sophia Amalia van Brunswijk-Lüneburg (1628-1685)                       | Karel X Gustaaf van Zweden (1622-1660) ∞ Hedwig Eleonora van Sleeswijk-Holstein-Gottorp (1636-1715) | Karel X Gustaaf van Zweden (1622-1660) ∞ Hedwig Eleonora van Sleeswijk-Holstein-Gottorp (1636-1715) | Frederik III van Denemarken (1609-1670) ∞ Sophia Amalia van Brunswijk-Lüneburg (1628-1685)         | Frederik III van Denemarken (1609-1670) ∞ Sophia Amalia van Brunswijk-Lüneburg (1628-1685)         |
| Grootouders                                               | Christiaan Albrecht van Sleeswijk-Holstein-Gottorp (1641-1695) ∞1667 Frederika Amalia van Denemarken (1649-1704) | Christiaan Albrecht van Sleeswijk-Holstein-Gottorp (1641-1695) ∞1667 Frederika Amalia van Denemarken (1649-1704) | Christiaan Albrecht van Sleeswijk-Holstein-Gottorp (1641-1695) ∞1667 Frederika Amalia van Denemarken (1649-1704) | Christiaan Albrecht van Sleeswijk-Holstein-Gottorp (1641-1695) ∞1667 Frederika Amalia van Denemarken (1649-1704) | Karel XI van Zweden (1655-1697) ∞ 1680 Ulrika Eleonora van Denemarken (1656-1693)                   | Karel XI van Zweden (1655-1697) ∞ 1680 Ulrika Eleonora van Denemarken (1656-1693)                   | Karel XI van Zweden (1655-1697) ∞ 1680 Ulrika Eleonora van Denemarken (1656-1693)                  | Karel XI van Zweden (1655-1697) ∞ 1680 Ulrika Eleonora van Denemarken (1656-1693)                  |
| Ouders                                                    | Frederik IV van Sleeswijk-Holstein-Gottorp (1671-1702) ∞ 1698 Hedwig Sophia van Zweden (1681-1708)               | Frederik IV van Sleeswijk-Holstein-Gottorp (1671-1702) ∞ 1698 Hedwig Sophia van Zweden (1681-1708)               | Frederik IV van Sleeswijk-Holstein-Gottorp (1671-1702) ∞ 1698 Hedwig Sophia van Zweden (1681-1708)               | Frederik IV van Sleeswijk-Holstein-Gottorp (1671-1702) ∞ 1698 Hedwig Sophia van Zweden (1681-1708)               | Frederik IV van Sleeswijk-Holstein-Gottorp (1671-1702) ∞ 1698 Hedwig Sophia van Zweden (1681-1708)  | Frederik IV van Sleeswijk-Holstein-Gottorp (1671-1702) ∞ 1698 Hedwig Sophia van Zweden (1681-1708)  | Frederik IV van Sleeswijk-Holstein-Gottorp (1671-1702) ∞ 1698 Hedwig Sophia van Zweden (1681-1708) | Frederik IV van Sleeswijk-Holstein-Gottorp (1671-1702) ∞ 1698 Hedwig Sophia van Zweden (1681-1708) |
| Karel Frederik van Sleeswijk-Holstein-Gottorp (1700-1739) | | | | | | | | |